# دانيال ريفا
دانييل ريفا (بالإنجليزية: Daniel Ryfa)‏ وهو طيار سويدي من فئة تشالنجر من سباق ريد بول الجوي.

## حياته
ولد في ستوكهولم، السويد عام 1979.
في عام 2014 ، انضم إلى سباق ريد بول الجوي كطيار من فئة تشالنجر.
طار بطائرات مثل إكسترا إي إيه-300 وسوخوي سو-26 وبايبر جيه -3 كب.

## نتائجه

### سباق ريد بول الجوي

#### فئة تشالنجر
| السنة | 1             | 2                | 3             | 4             | 5               | 6             | 7                | 8                | النقاط | الفوز | المركز         |
| ----- | ------------- | ---------------- | ------------- | ------------- | --------------- | ------------- | ---------------- | ---------------- | ------ | ----- | -------------- |
| 2014 ‏ | المركز الثاني | كرواتيا          | المركز الثالث | المركز الثاني | المملكة المتحدة | المركز الثالث | الولايات المتحدة | المركز الخامس    | 22     | 0     | المركز الثاني  |
| 2015  | المركز الخامس | المركز الثاني    | المركز الأول  | المركز الأول  | المركز الثالث   | المركز الثالث | الولايات المتحدة | المركز السادس    | 28     | 2     | المركز الثاني  |
| 2016 ‏ | المركز الأول  | المركز الثالث    | اليابان       | المركز الأول  | المركز الخامس   | المركز الرابع | الولايات المتحدة | الولايات المتحدة | 26     | 2     | المركز الثاني  |
| 2017 ‏ | المركز الأول  | الولايات المتحدة | المركز الثالث | المركز الثاني | المركز السادس   | البرتغال      | المركز الأول     | المركز السادس    | 38     | 2     | المركز الثاني  |
| 2018 ‏ | المركز الخامس | فرنسا            | اليابان       | المجر         | ·               | روسيا         | الولايات المتحدة | ·                | 2*     | 0*    | المركز الخامس* |

## وصلات خارجية
- دانيال ريفا  على فيسبوك.